# Ород II од Партије
Ород II (ст. грч. Ὀρώδης, пар. 𐭅𐭓𐭅𐭃 Wērōd/Urūd; 70-е п. н. е. — Рај, 38. п. н. е.) је био шаханшах Партије од 57. п. н. е. до 38. п. н. е. Његову владавину обележили су жестоки сукоби са Римом, који су почели битком код Каре у којој је погинуо Марко Лициније Крас 53. п. н. е. наставили се партском експанзијом на римске територије на Блиском истоку, а завршили се једном од највећих партских пораза у бици код Гиндара. Током његове владавине Ктесифон постао прва престоница Партског царства. Јосиф Флавије бележи и да је за време Ородове владавине 41. п. н. е. дошло до покоља око 5000 Јевреја у Селеукији.

## Борба око престола
Године 57. п. н. е. Ород и његов старији брат Митридат су сковали заверу против свог оца партског краља Фраата III, што је резултирало његовим тровањем и смрћу. Браћа су потом поделила власт тако да је Митридату припала Медија. Како се старији брат показао као окрутан владар, племство му је окренуло леђа и прогнало га, а млађи брат заузео његове поседе. Митридат је затим, уз помоћ римског проконзула Сирије Аула Габинија, покушао да се врати на власт, али га је код Селеукије на Тигру 55. п. н. е. поразио Ородов спахбед Сурена. Старији брат се потом повукао у Вавилон, који је Сурена опсео и глађу принудио на предају. Уместо да побегне, Митридат се предао Ороду, верујући у његову милост. Међутим, при њиховом сусрету 54. п. н. е. био је погубљен.

## Рат са Красом
Док су трајали Ородови сукоби са братом, над Партијом се надвијала опасност од експанзионистичких настојања Римске републике. Године 56. п. н. е. на јавном састанку тријумвира у Риму договорено је да један од њих, Марко Лициније Крас, после конзулата за 55. п. н. е. добије на управу Сирију, 4 легије и неограничени империјум (лат. imperium infinitum) за рат против Партије. Крас је стигао у Сирију крајем 55. п. н. е. и одмах је подржао Митридатова настојања да се врати на престо. Поразивши га, Ород је са главнином војске кренуо против Јерменије, која је стала на римску страну. Оставио је Сурену са војском коју је у главном чинила коњица да омета Красово напредовање према Селеукији. Суренини одреди и Крас сукобили су се код Каре у северној Месопотамији 53. п. н. е. У великој бици је вишеструко бројнија римска војска била уништена коришћењем партског хица, а Крас и његов син су погинули. Ово је била највећа победа Партског царства над Римљанима, који су били нарочито осрамоћени тиме што су у руке Парћана пали римски војни симболи.
У међувремену, Ород је однео победу над Јерменијом и покорио је. Покорио је и Осроену, чијег владара Авгара II је свргао иако је издао Краса у бици. Велика Суренина победа изазвала је код шаханшаха љубомору и страх, стога је наложио да га погубе. Вођство над Суренином војском, која је гонећи Римљане упала у Сирију, поверио је свом најстаријем сину Пакору. Међутим, он није имао успеха и 51. п. н. е. поразио га је Гај Касније Лонгин, проквестор Сирије и легат покојног Краса, са остацима велике римске војске. Неки извори говоре да је на гозби у част победе код Каре Ород приредио грчку представу у којој је Красова глава бачена на подијум. Ород је наводно сипао истопљено злато у Красова уста и рекао:
Сад уживај у уноме за чим си читав живот жудео.

## Даљи сукоби са Римом
Да би се спречио грађански рат између Помпеја и Цезара, у Римском сенату је септембра 51. п. н. е. предлагано да један од њих двојице поведу војску у нови рат против Партског царства, против кога је већ ратовао нови сиријски гувернер Марко Калпурније Бибул. Тим поводом су у Италији и регрутоване две легије, које су се у јесен 49. п. н. е. нашле у Капуи. Услед избијања грађанског рата двојице државника непосредно потом, до новог римског похода на исток није дошло. По Јустину, Ород је у овом сукобу подржао Помпејеву страну. Разлози су били пријатељство које су Парћани са њим склопили у Трећем митридатском рату, а такође и смрт Краса, за чијег су сина мислили да је из Цезарове странке, претпоставивши да ће Цезар у случају победе покушати да освети Краса.
Ово Ородово мешање је само додатно продубило сукоб с Римом. Пошто је победио у грађанском рату и средио прилике у Римској републици, Цезар је кренуо да спрема рат против шаханшаха, који је пружио уточиште Помпејевим присталицама. Војна сила припремана за рат у многоме је надмашивала Красову. Цезар је намеравао да поведе поход 18. марта 44. п. н. е. преко Јерменије, Кавказа и Каспијској језера, али га је у томе спречила смрт. После Цезаровог погреба, Публију Корнелију Долабели је додељена војска за рат против Орода и њој још придодати одреди из Македоније. Међутим, до похода није ни дошло.
Године 43. п. н. е. уследио је нови грађански рат у Римској републици, у којој је Ород подржао страну Цезарових убица предвођених Брутом и Касијем, коме је у помоћ послао и своју коњицу. Касије Дион говори да је Квинт Лабијен био послат као изасланик Цезарових убица Ороду, да тражи његову помоћ. Међутим, Ород га је дуго задржао на свом двору, оклевајући и чекајући расплет догађаја, са друге стране се плашећи да одбије позив у помоћ. После погибије Брута и Касија у биткама код Филипа 42. п. н. е. Лабијен је одлучио да остане у Партији.

## Пакоров рат
Користећи Октавијанову заузетост на западу и Антонијеву заузетост у Египту, велика партска војска предвођена Лабијеном и Пакором је 40. п. н. е. извршила инвазију на Сирију и остале римске провинције у Азији. Бројни гарнизони у којима је била бивша војска Брута и Касија прелазила је на страну Лабијена, као бившег Касијевог војсковође и свог надређеног. Први град који је пружио отпор била је Апамеја, која је пала пошто је сиријски гувернер Луције Децидије Сакса поражен и побегао у Антиохију. Убрзо је пала и Антиохија, а Лабијен је у потери за Саксом упао у Киликију, где га је заробио и погубио. Од читаве Сирије и Феникије, једини се пред Парћанима одржао Тир, који се налазио на острву и као такав им био неосвојив услед недостатка флоте.
Део војске предвођен Лабијеном је покорио скоро читаву Киликију, већином без отпора. Неки градови су примили партске гарнизоне, да би се касније побунили и зато били сурово кажњени. Лабијен је затим продро на запад до Јоније и Лидије. Антоније је кренуо с војском да заустави њихово даље напредовање, али, пошто је стигао до Феникије, морао је отићи у Италију да изглади односе са Октавијаном. Истовремено, Пакор је кренуо према Јудеји, да доведе на власт Антигона Хасмонејца, који му је у замену за ту услугу био понудио 1000 талената и харем од 500 девојака. Пред надолазећом војском Јерусалим се побунио и Пакор је са својим штићеником ушао без борбе у град, а затим га опљачкао. Уследиле су одмазде над претходним владарима у којима је дотадашњи првосвештеник Хиркан II био послат у Вавилон, где је осакаћен, а Фасаел, брат краља Ирода Великог, био је погубљен. Ирод је затим побегао у Масаду са својим присталицама и наложницама које су припадале харему понуђеном Парћанима. После оволиких освајања партске војске, Антоније, који је до тада рат са Парћанима користио као изговор да остане на Истоку, почео се озбиљније припремати за сукоб тако што је са осталим тријумвирима споразумом у Брундизију поделио интересне сфере.

## Коначан пораз
Године 39. п. н. е. Антоније је послао Публија Вентидија Баса са неколико легија да спречи даље напредовање Парћана. Долазак Вентидија изненадио је Лабијена који је у том тренутку располагао само малом војском. Одметнути Римљанин је био потиснут све до планине Таурус, где је, на западној граници Киликије, чекао партску тешку коњицу. Пошто су и једна и друга страна добиле појачања, дошло је до битке у којој је Бас тактички надмудрио Лабијена, чија се недисциплинована војска после великих губитака делом предала, а делом дала у бег. Лабијен је био убијен. Повративши власт над читавом Малом Азијом, Бас је наставио према Сирији, где је Фарнапат, наспособнији Ородов војсковођа, покушао да му препречи пролаз код Аманског превоја. Нашавши се у борби прса у прса Фарнапат је претрпео тежак пораз и погинуо је. Остаци војске су се повукли преко Еуфрата, при чему је Сирија изгубљена.
Године 38. п. н. е. Ород је послао Пакора са великом војском да поврати изгубљене положаје у Сирији. Бас је одлучио да га задржи на самој граници и заузео је брдо Гиндар. Пакор је, намамљен од стране Баса и лажних ухода, прешао Еуфрат и упао у клопку код Гиндара. Преваривши се да се римска војска разбежала у потери за партским војницима, напао је римски логор, где је Бас наметнуо борбу прса у прса. У великој борби Парћани су изгубили велики број људи, а погинуо је и сам Пакор. Ово је био један од најтежих пораза која је претрпело Партско царство, битка која је донела Римљанима освету за пораз код Каре.
Потиснувши Парћане у Медију и Месопотамију, Вентидије се посветио учвршћавању римског примата над блискоисточним народима који су се показали вероломним у дотадашњим сукобима напавши Комагену. Преостале партске присталице у Сирији је уништио нови гувернер Гај Сосије, а Публије Канидије Крас је напао Јерменију.

## Смрт и наследство
Ород је био изненађен и тешко погођен поразом и погибијом свог најстаријег сина. Јустин говори и да је психички оболео. Најпре, да неколико дана уопште није говорио, као да је занемео, и да није узимао храну. Нешто касније повремено му се дешавало да позива Пакора, као да га је видео и чуо, умишљајући да разговара с њим. Ород је имао и још један проблем, од својих тридесет синова требало је да изабере свог наследника. Шаханшах је имао једну супругу Лаодику, кћерку комагенског краља Антиоха и Исије. Поред ње је имао и бројне конкубине од којих је и изникло тако велико потомство и које су сада непрестано сплеткариле радећи у корист својих синова. На крају је за наследника изабран Фраат, син једне од тих бројних конкубина. Године 38. п. н. е. Ород је био убијен у Рају од стране свог новог наследника, заједно са Лаодиком. Да би обезбедио престо, Фраат је затим погубио и сву своју браћу.

## Галерија
- Партски коњаник са натегнутим луком, Палацо Мадама у Торину.
- Новчић са ликом Квинта Лабијена кован у Сирији и југоисточној Малој Азији. На аверсу је његов лик, а на реверсу коњ под пуном опремом.
- Сребрна драхма Орода II из Митрадаткерта. На аверсу је шаханшах са сунцем и месецом, а на реверсу стрелац који седи.
- Новчић Орода II који приказује њега на аверсу, а Тиху на реверсу.
- Сребрна драхма Орода II. На аверсу је шаханшах са крилатом богињом победе и дијадемом иза главе, а на реверсу седећи стрелац.
- Новчић Орода II искован у Селеукији 48. п. н. е. На аверсу је шаханшах, а на реверсу Тиха.
- Новчић Орода II са краја његове владавине који приказује њега на аверсу, а седећег стрелца на реверсу.